# Vitkovci
Vitkovci (cyr. Витковци) – wieś w Bośni i Hercegowinie, w Republice Serbskiej, w gminie Teslić. W 2013 roku liczyła 786 mieszkańców.